# Daniel Burnham
Pour les articles homonymes, voir Burnham.
Daniel Hudson Burnham (né le 4 septembre 1846 à Henderson, dans l'État de New York - mort le 1er juin 1912 à Heidelberg en Grand-duché de Bade) est un architecte et urbaniste américain. Il est à l'origine notamment du Plan de Chicago de 1909, plus connu sous le nom de « Plan Burnham ».

## Biographie
Burnham est né à Henderson le 4 septembre 1846 et grandit à Chicago dans l'Illinois. Après avoir tenté d'entrer dans les prestigieuses universités de Harvard et Yale, il fut engagé comme dessinateur au service de l'architecte William Le Baron Jenney. À 26 ans, il intégra la firme d'architectes Carter, Drake, and Wright où il rencontra John Wellborn Root (1850-1891) et se spécialisa dans la construction de magasins.
Il participa à l'élaboration de certains des plus anciens gratte-ciel américains, le Montauk Building (1883), le Monadnock Building (1889-91), le Temple maçonnique de Chicago (Masonic Temple Building) et le Reliance Building (1890-1895), tous les quatre à Chicago. Il a également été l'architecte du célèbre Flatiron Building (1902) à New York.
À la suite du Grand incendie de Chicago de 1871 qui dévasta la ville, les responsables municipaux engagèrent Burnham et d'autres architectes influents dans la reconstruction de cette dernière. Les architectes votèrent l'opportunité d'élaborer de nouveaux bâtiments sur des critères modernes et novateurs. Burnham était considéré comme l'un des principaux moteurs de l'École de Chicago, école d'architecture qui donna naissance au « style Chicago », et fut également le chef de file du mouvement City Beautiful. C'est lui qui créa l'École américaine d'architecture de Rome en 1894.
Burnham fut également l'un des concepteurs de l'Exposition universelle de 1893 (World's Columbian Exposition) qui se déroula dans le Jackson Park de Chicago et attira 27 millions de visiteurs. Au début des années 1900, Burnham et Edward H. Bennett furent chargés par le maire de la ville de Chicago Fred A. Busse du vaste plan de restructuration urbaine appelé Plan Burnham.
Il fut chargé par la ville de San Francisco de réaliser un projet d’embellissement en 1904. Sa proposition fut acceptée le 21 septembre 1905, mais le tremblement de terre de 1906 qui ravagea la moitié de la ville empêcha le projet de voir le jour. Par la suite, il proposa un ambitieux plan pour la reconstruction de la ville, certains de ces éléments furent réalisés.
En 1912, Burnham décède à Heidelberg en Allemagne. Il avait 65 ans. Il est enterré au cimetière de Graceland à Chicago.

## Principales réalisations

### Philippines
- Burnham Park
- Le plan de Manille
- Le plan de Baguio
- Negros Occidental Provincial Capitol Building, Bacolod

### Chicago

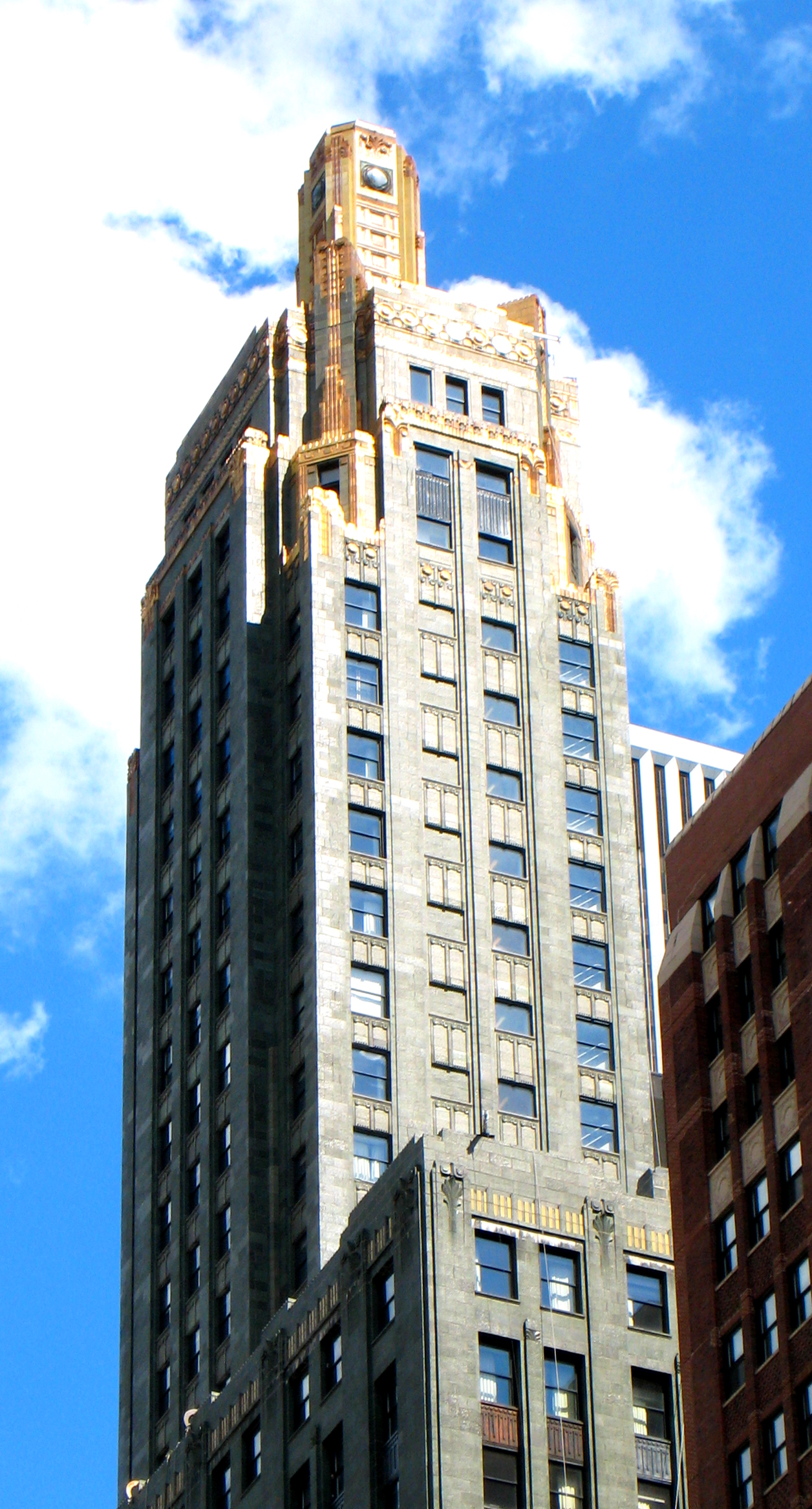
Le Carbide & Carbon Building.

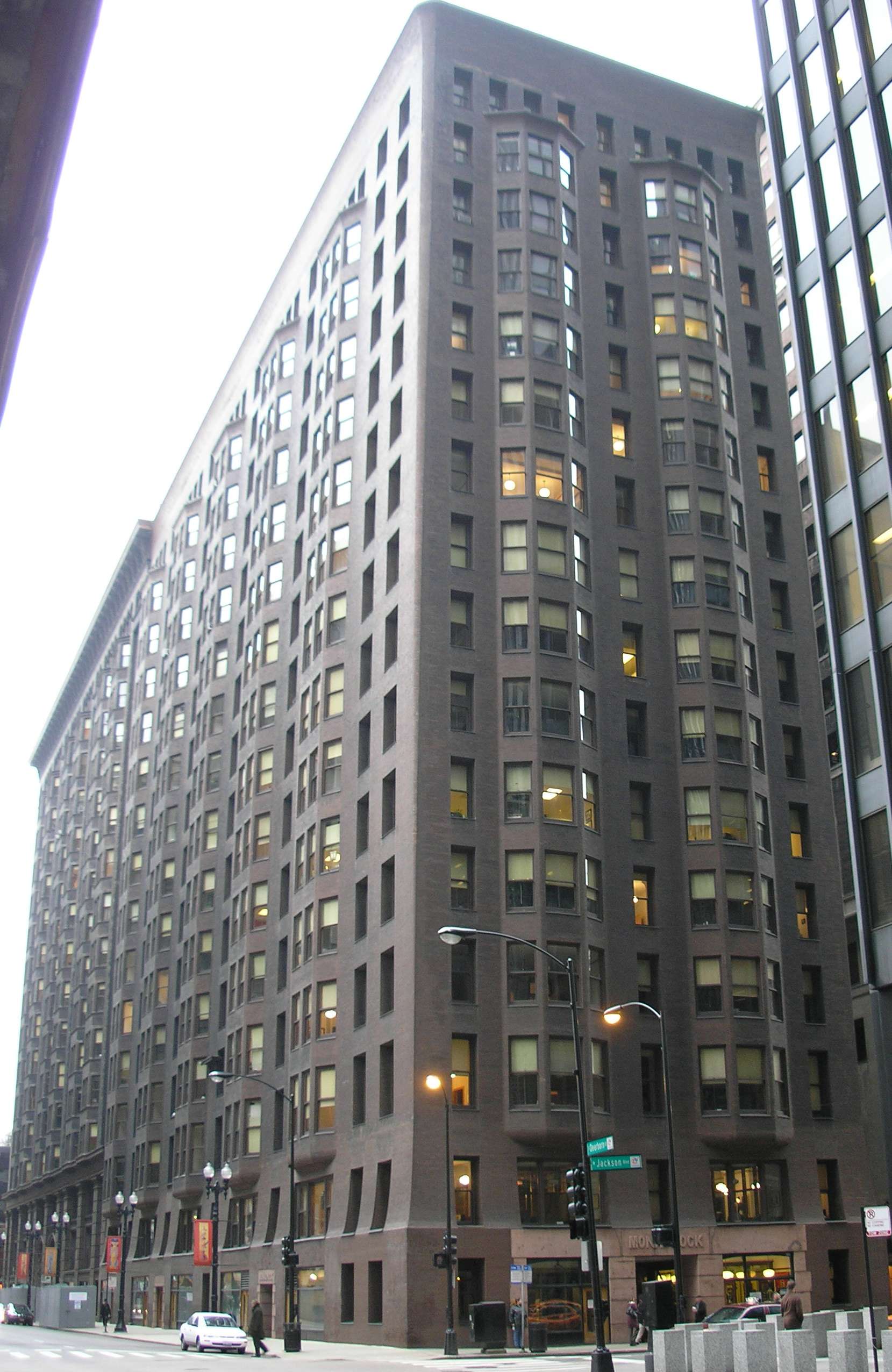
Le Monadnock Building.

- Plan de Chicago de 1909 (avec Edward H. Bennett)
- Union Stock Yard Gate
- Symphony Center
- Kent House
- Carbide & Carbon Building
- Rookery Building
- Montauk Building (considéré comme le premier gratte-ciel de l'histoire)
- Monadnock Building (le côté nord du bâtiment)
- Reliance Building
- Peoples Gas Building
- Jetée Navy
- Musée Field
- Grant Park
- Jackson Park
- Fisher Building
- Heyworth Building
- Union Station
- Burnham Park
- Marshall Field and Company Building
- Boyce Building

### Détroit
- Dime Building
- Ford Building
- David Whitney Building
- Majestic Building

### Philadelphie
- Land Title Building Annex

### Pittsburgh

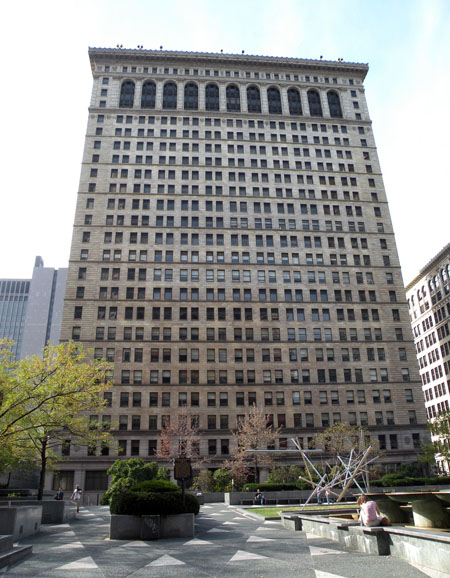
Oliver Building à Pittsburgh

- Union Trust Building 1898 (à ne pas confondre avec le bâtiment de 1917 sur Grant Street)
- Pennsylvania Union Station 1900-1902
- Frick Building 1902
- McCreery Department Store (Maintenant des bureaux situé au 300 Sixth Avenue) 1904
- Highland Building 1910 (121 South Highland Avenue)
- Henry W. Oliver Building 1910

### Washington, D.C.

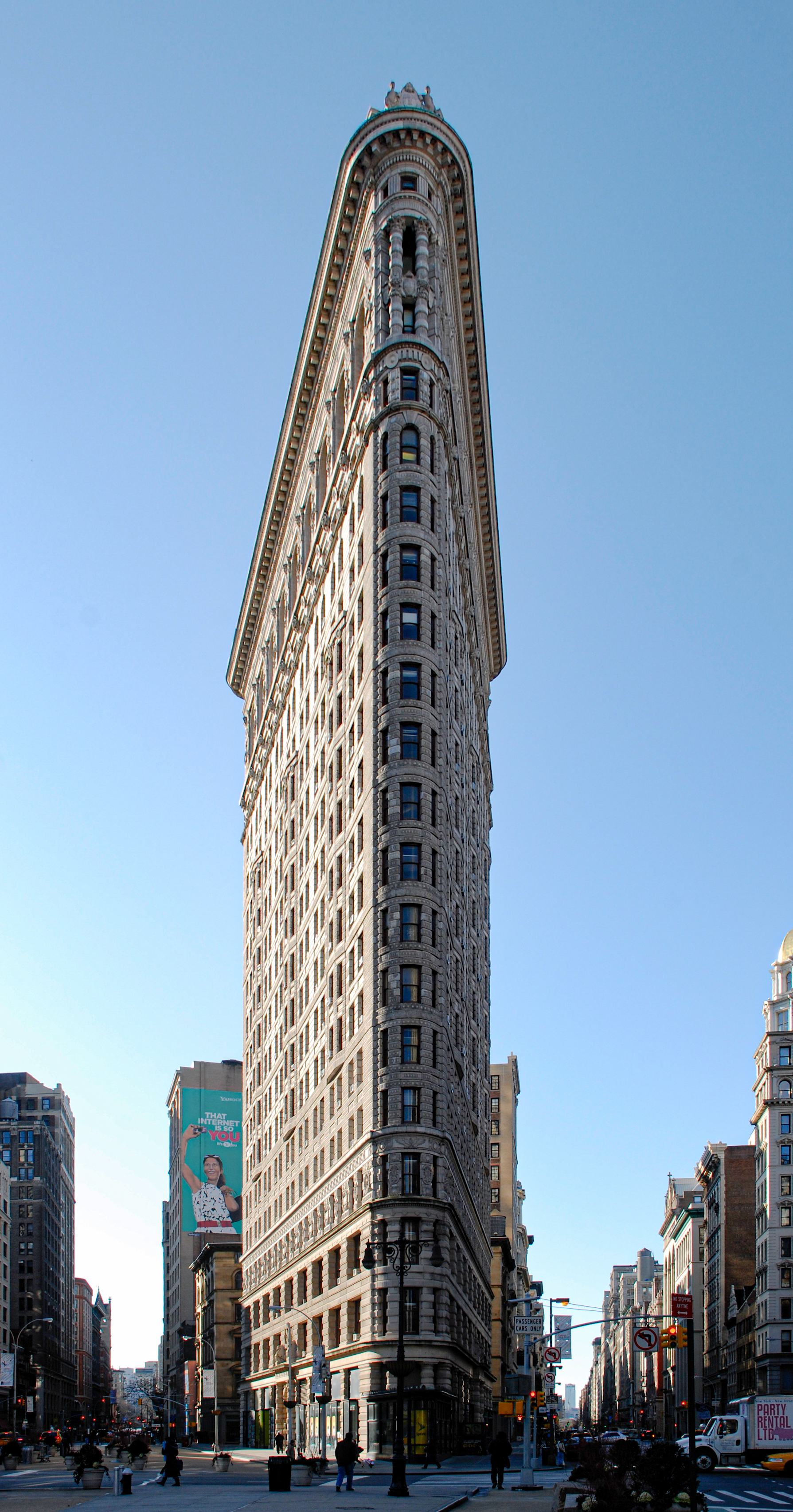
Flatiron Building à New York.

- Union Station
- Postal Square Building
- Columbus Fountain

### Autres
- Flatiron Building, New York
- Citizens Bank Financial Center, Wilkes-Barre (Pennsylvanie)
- Wyandotte Building, Columbus, Ohio
- Columbus Union Station of 1897
- Gilbert M. Simmons Memorial Library, Kenosha (Wisconsin).
- Ellicott Square Building, Buffalo (New York)
- Pennsylvania Railroad Station, Richmond, Indiana
- Cleveland Mall avec Arnold Brunner et John Carrère en 1903
- Union Station, El Paso, Texas
- First National Bank Building (now Fayette Building), Uniontown, Pennsylvanie, 1902
- Le magasin de surface de John Wanamaker (maintenant un Macy's), Philadelphie
- Le magasin de surface de John Wanamaker à New York
- Selfridge & Co. Department Store, Londres
- Filene's Department Store, Boston
- Terminal Arcade, Terre Haute (Indiana)
- First National Bank Building, Milwaukee
- Duluth Civic Center Historic District, Duluth (Minnesota)
- Merchants Exchange Building, San Francisco
- Miners National Bank Building, Wilkes-Barre, Pennsylvanie

## Dans la culture populaire
- Make No Little Plans - Daniel Burnham and the American City[4] est le premier documentaire sur l'architecte et urbanisme Daniel Hudson Burnham. Ce film, produit par Archimedia Workshop, fut distribué en 2009, lors du centième anniversaire du plan de Chicago.
- Burnham est l'un des protagonistes du best-seller Le Diable dans la ville blanche. Un roman historique d'Erik Larson sorti en avril 2011 aux éditions du Cherche midi qui dépeint la sortie de terre de l'exposition universelle de Chicago en 1893 et le destin de H.H. Holmes, le premier tueur en série des États-Unis.